# Шимковецька сільська рада
Шимкове́цька сільська́ ра́да — адміністративно-територіальна одиниця та орган місцевого самоврядування у Збаразькому районі Тернопільської області. Адміністративний центр — село Шимківці.

## Загальні відомості
Шимковецька сільська рада утворена в 1940 році.
- Територія ради: 33,33 км²
- Населення ради: 1 240 осіб (станом на 2001 рік)

## Населені пункти
Сільській раді підпорядковані населені пункти:
- с. Шимківці
- с. Решнівка

## Склад ради
Рада складається з 16 депутатів та голови.
- Голова ради: Голубенна Лариса Миколаївна
- Секретар ради: Швець Тетяна Ярославівна

### Керівний склад попередніх скликань
| Прізвище, ім'я, по батькові   | Основні відомості                                                        | Дата обрання | Дата звільнення |
| ----------------------------- | ------------------------------------------------------------------------ | ------------ | --------------- |
| Ігнатієв Володимир Сергійович | Сільський голова, 1959 року народження, член Української Народної Партії | 26.03.2006   | 31.10.2010      |
| Голубенна Лариса Миколаївна   | Сільський голова, 1965 року народження, освіта вища, позапартійна        | 31.10.2010   |                 |

Примітка: таблиця складена за даними сайту Верховної Ради України

### Депутати
За результатами місцевих виборів 2010 року депутатами ради стали:

#### За суб'єктами висування
| Суб'єкт висування                                       | Кількість обраних депутатів | %    |
| ------------------------------------------------------- | --------------------------- | ---- |
| Самовисування                                           | 11                          | 68,8 |
| Політична партія Всеукраїнське об'єднання «Батьківщина» | 5                           | 31,3 |

#### За округами
| № округу                                                | Прізвище, ім'я, по батькові    | Дата визнання обраним | Освіта           | Партійна приналежність                        | Відомості про обраного депутата                                         |
| ------------------------------------------------------- | ------------------------------ | --------------------- | ---------------- | --------------------------------------------- | ----------------------------------------------------------------------- |
| Політична партія Всеукраїнське об'єднання «Батьківщина» |                                |                       |                  |                                               |                                                                         |
| 1                                                       | Клімов Іванна Антонівна        | 01.11.2010            | вища             | член Всеукраїнського об'єднання «Батьківщина» | ДНЗ «Сонечко», педагог                                                  |
| 2                                                       | Ігнатієв Євгенія Анатолійович  | 01.11.2010            | середня          | член Всеукраїнського об'єднання «Батьківщина» | Відділення зв'язку, начальник                                           |
| 3                                                       | Кісілевич Людмила Олексіївна   | 01.11.2010            | середня          | член Всеукраїнського об'єднання «Батьківщина» | ДНЗ «Сонечко», завідувачка                                              |
| 4                                                       | Семенюк Євгенія Георгіївна     | 01.11.2010            | вища             | член Всеукраїнського об'єднання «Батьківщина» | загальноосвітня школа, педагог                                          |
| 7                                                       | Швець Людмила Володимирівна    | 01.11.2010            | середня          | член Всеукраїнського об'єднання «Батьківщина» | Відділення зв'язку, листоноша                                           |
| Самовисування                                           |                                |                       |                  |                                               |                                                                         |
| 5                                                       | Уткін Андрій Вікторович        | 01.11.2010            | середня          | позапартійний                                 | тимчасово не працює                                                     |
| 6                                                       | Швець Тетяна Ярославівна       | 01.11.2010            | середня          | позапартійна                                  | Шимковецька с.р., секретар                                              |
| 8                                                       | Решнюк Микола Васильвич        | 01.11.2010            | середня          | позапартійний                                 | «Добробут», охоронець                                                   |
| 9                                                       | Корчевський Олександр Іванович | 01.11.2010            | середня          | позапартійний                                 | тимчасово не працює                                                     |
| 10                                                      | Пастух Леся Феодосіївна        | 01.11.2010            | середня          | позапартійна                                  | пенсіонер                                                               |
| 11                                                      | Давимука Ярослава Михайлівна   | 01.11.2010            | вища             | позапартійна                                  | загальноосвітня школа, вчитель                                          |
| 12                                                      | Резнік Галина Петрівна         | 01.11.2010            | вища             | позапартійна                                  | загальноосвітня школа, вчитель                                          |
| 13                                                      | Бойко Ростислав Леонідович     | 01.11.2010            | незакінчена вища | позапартійний                                 | Тернопільський економічний коледж, студент                              |
| 14                                                      | Череватюк Сергій Анатолійович  | 01.11.2010            | вища             | позапартійний                                 | Тернопільський національний технічний університет ім. І. Пулюя, студент |
| 15                                                      | Серединська Євгенія Олексіївна | 01.11.2010            | середня          | позапартійна                                  | пенсіонер                                                               |
| 16                                                      | Магера Анатолій Володимирович  | 01.11.2010            | середня          | позапартійний                                 | тимчасово не працює                                                     |